# Liturgie de saint Basile

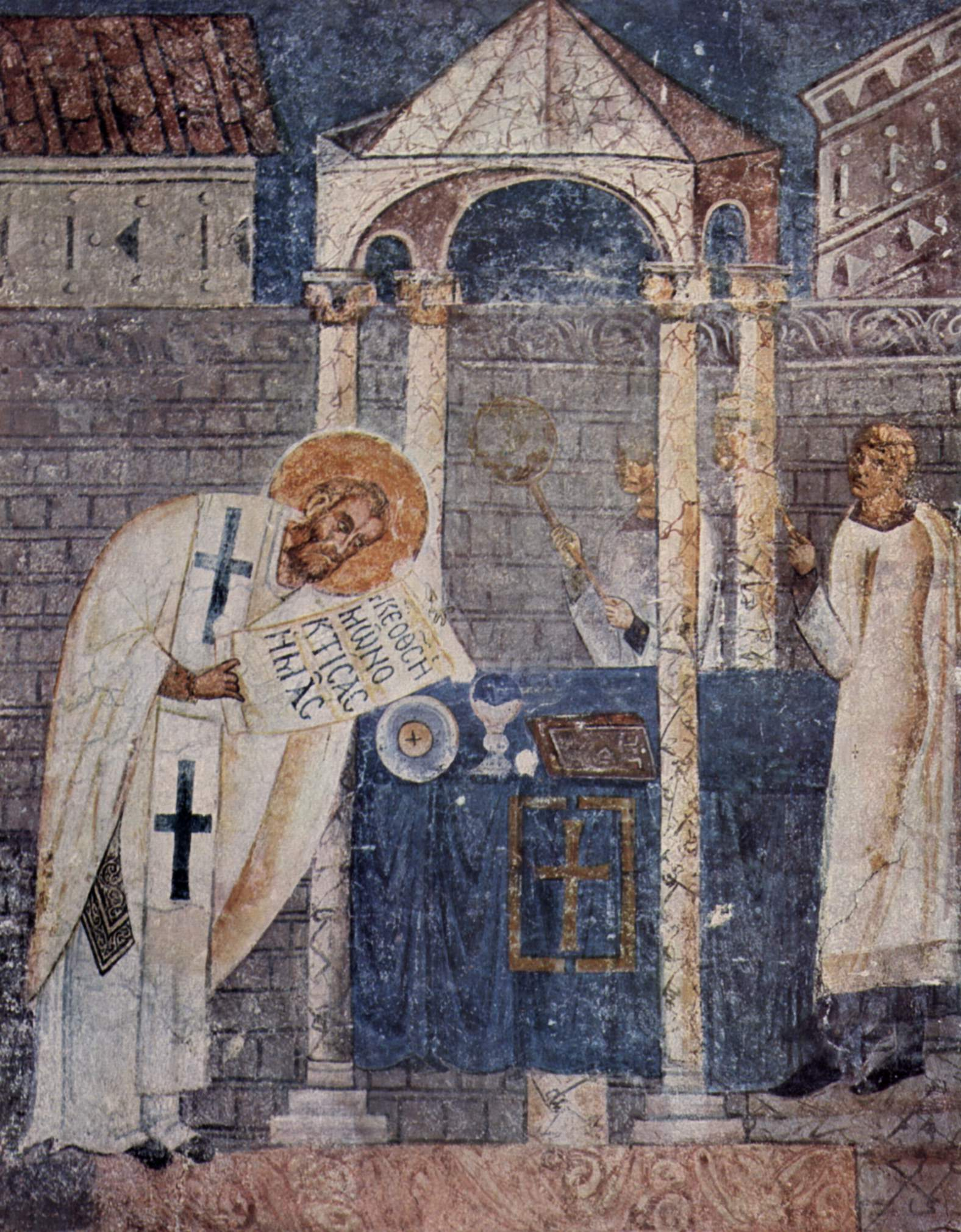
Fresque de la cathédrale d'Ohrid, représentant saint Basile pendant la consécration de la Divine Liturgie, qui porte son nom.

La Liturgie de saint Basile, ou plus formellement, la Divine Liturgie de saint Basile le Grand, est l'appellation orientale chrétienne pour des célébrations de la Liturgie Divine (Eucharistie), ou du moins de certaines Anaphores attribuées à Basile de Césarée, évêque de Césarée de Cappadoce entre 370 et 379.

## Histoire
Les deux liturgies de saint Jean Chrysostome et de saint Basile devinrent la norme lors du règne de Justinien Ier.
La liturgie de saint Basile est différente de saint Jean Chrysostome notamment l'anaphore, la liturgie est utilisée dix fois par an lors de la célébration des principales fêtes du calendrier liturgique orthodoxe.

### Articles liés
- Rite byzantin
- Anaphore (liturgie)
- Liturgie de saint Jean Chrysostome
- Liturgie de saint Jacques